# Refqa Abu-Remaileh
Refqa Abu-Remaileh (رفقة أبو رميلة)(Amán) es profesora universitaria y autora especializada en literatura árabe moderna y estudios de cinematografía. En 2020 fue nombrada profesora asociada en el departamento de Estudios Semíticos y Arábigos de la Universidad Libre de Berlín. Es sobre todo conocida por sus publicaciones sobre la literatura y las películas creadas por el pueblo palestino que vive como refugiado y exiliado, tanto en el Medio Oriente como en la diáspora palestina.

## Trayectoria
Abu-Remaileh creció en Amán. Se graduó con un diploma del Bachillerato Internacional (IB) en 1998. Tras esto, obtuvo su licenciatura en Literatura Inglesa por la Universidad de Columbia Británica en 2002 y una maestría  en Estudios Modernos de Oriente Medio en 2004 por la Universidad de Oxford. Hasta 2010, realizó su doctorado en Oxford, centrándose en la literatura y el cine árabes modernos. Su tesis estuvo centrada en las novelas del escritor palestino-israelí Imil Habibi y las películas del director de cine palestino Elia Suleiman. De 2012 a 2020, fue consultora del Grupo de Ciudadanos Palestinos de Israel, un programa estratégico de consolidación de la paz, en el Oxford Research Group de Londres. Entre 2014 y 2016, Abu-Remaileh fue becaria postdoctoral de la Fundación Alexander von Humboldt y en mayo de 2020, fue nombrada profesora asociada de literatura y cine árabes modernos en la Universidad Libre de Berlín.
Además de Elie Suleiman ha estudiado al novelista libanés Elias Khoury. En 2018, publicó un capítulo sobre la novela Children of the Ghetto de Elias Khoury para el libro The Holocaust and the Nakba. En este volumen, intelectuales árabes y judíos discuten los vínculos entre el Holocausto y la Nakba, respetando sus diferencias fundamentales.

### Proyecto sobre mapeo de la literatura palestina en línea
Desde 2018, Abu-Remaileh dirige "PalREAD - Country of Words: Reading and Reception of Palestinian Literature from 1948 to the Present" (PalREAD - País de las palabras: lectura y recepción de la literatura palestina desde 1948 hasta el presente), un proyecto de investigación financiado por el Consejo Europeo de Investigación, que “busca rastrear y reunir los fragmentos dispersos de la historia de la literatura palestina”. Su objetivo es nombrar y situar geográficamente a los palestinos en la literatura y la historia desde principios del siglo XX. Para ello se ha desarrollado una base de datos sobre la que crear una plataforma de Internet de libre acceso que con textos escritos, líneas de tiempo interactivas, gráficos y podcasts visualice la historia de la literatura escrita por palestinos. Aunque se ha perdido mucho material, Abu-Remaileh encontró registros culturales sorprendentes. Viejos rollos de películas realizadas para la Organización de Liberación de Palestina, que se pensaba que habían sido destruidos desde el sitio de Beirut por parte de Israel en 1982, han aparecido en un sótano en Roma y en la antigua Embajada de Rusia en Jordania.
Abu-Remaileh ha dado conferencias en universidades de Canadá, Estados Unidos y Abu Dhabi sobre crítica literaria como parte de las Humanidades Digitales. En 2020, comenzó a organizar un proyecto de beca postdoctoral Humboldt en Berlín llamado "How do you say 'trauma' in Arabic?" (¿Cómo se dice 'trauma' en árabe?). Este proyecto estudia la escritura palestina, retomando la teoría del trauma. Además, forma parte de la junta directiva del think tank palestino Al-Shabaka. En una entrevista de 2020, dijo que el objetivo del proyecto PalREAD es "contar la historia de la literatura palestina a través del tiempo y el espacio, desde América Latina hasta Palestina, el mundo árabe, Chipre, Europa, Estados Unidos y más allá".